# Рис (фильм, 1957)
«Рис», другое название — «Люди риса» (яп. 米, комэ) — японский фильм-драма режиссёра Тадаси Имаи, вышедший на экран в 1957 году. Режиссёр Имаи снял социальную драму, в которой показал картины нищеты, царящей в японской деревне 1950-х годов, и выведены образы молодых крестьян, не находящих выхода из создавшегося положения. Кинолента названа лучшим фильмом года на церемониях вручения трёх наиболее престижных японских кинопремий: «Кинэма Дзюмпо», «Майнити» и «Голубая лента». Фильм также номинировался на Золотую пальмовую ветвь 10-го Каннского кинофестиваля.

## Сюжет
Цугуо, второй сын в крестьянской семье, живущей вблизи лагуны Касумигаура, ушёл из дома и вместе с Сэнкити занялся ловлей рыбы на небольшом судне. Сэнкити вернулся из корпуса национальной самообороны и теперь верховодит среди деревенских парней. Младшей сестре Сэнкити, Садако, нравится Цугуо, но тот не может забыть Тиё, девушки с того берега лагуны, с которой он познакомился во время праздника. Семья Тиё очень бедна, отец болен, и вся тяжесть забот о семье легла на плечи матери, Ёнэ, которая обрабатывает клочок земли и ловит рыбу на озере. Однажды ночью судно, на котором находились Цугуо и Сэнкити, перевернулось. Сэнкити погиб, а Цугуо спасает Тиё. Некоторое время Цугуо живёт в доме Тиё и становится её хорошим другом. Но вот Ёнэ вызывают в полицию за то, что она занималась незаконным ловом рыбы. Помещик Мацуноскэ говорит, что за 10 тысяч иен он мог бы уладить дело с полицией. Узнав об этом, Цугуо оставляет Тиё 10 тысяч иен и уходит. В дождливый день Ёнэ идёт в полицию. Возвращается она бегом, страх перед наказанием гнетёт её. Она бросается в лагуну. Перед началом праздника урожая Цугуо с матерью едут в деревню просить руки Тиё, но приезжают на похороны матери, покончившей с собой в лагуне.

## В ролях
- Масако Накамура — Тиё Ясуда
- Синдзиро Эбара — Цугуо Тамура
- Юко Мотидзуки — Ёнэ Ясуда
- Исао Кимура — Сэнкити
- Ёси Като — Такэдзо Ясуда
- Хитоми Накахара — Ёсино Тамура
- Синдзи Намбара — Эйкити Тамура
- Маюми Фудзисато — Томико Тамура
- Идзуми Хара — Умэ Тамура
- Исао Ямагата — Мацуноскэ Ота
- Сакаэ Умэдзу — Такэ
- Ёсико Окада — соседка семьи Ясуда
- Кёдзи Суги — управляющий оптовой торговлей
- Акико Хино — Токико
- Сэн Хара — Умэ Тамура
- Кодзи Киёмура — Горо
- Эцуко Мията — Хироко
- Эйдзиро Тоно — Сакудзо

## Премьеры
- — национальная премьера фильма состоялась 4 марта 1957 года[1].
- — мировая премьера прошла в рамках конкурсного показа ленты на Каннском кинофестивале 7 мая 1957 года[2].

## Награды и номинации
Японский кинофильм «Рис» нисколько не идеализирует Японию. Во многом он напоминает «Чистильщика сапог» — реалистический фильм, рисующий мрачные стороны жизни. То же относится и к «Рису». Это во всех отношениях современный, ничуть не приукрашенный рассказ о японской деревне. Причём его реализм имеет огромную силу, создаётся ощущение, будто на вас рушатся стены... Прекрасен пейзаж. Поразительно правдиво передана человеческая драма. Зритель видит картину крайней нищеты и лишений... Молодая жизнь вянет, не успев расцвести. Герой фильма родился вторым сыном в семье и поэтому обречён на постоянную борьбу, иначе он пропадёт. «Рис» получил приз в Канне. И если вы не отворачиваетесь от драмы, от правды, он получит и ваш приз. Фильм очень интересен, глубоко волнует. Кроме того, так же как и всё японское, он очаровывает.
Кинопремия «Майнити»
- 12-я церемония вручения премии (1958)[4]

Выиграны:
- Премия лучшему фильму 1957 года
- Премия лучшему режиссёру 1957 года — Тадаси Имаи (ex aequo — «Повесть о чистой любви»).
- Премия за лучшую работу звукооператора — Коити Ивата.

Кинопремия «Голубая лента»
Когда «Рис» демонстрировался в Европе, его оценили как одно из лучших произведений японского неореализма. Однако в этом фильме уже наметилась опасность, которой легко подвергаются реалисты типа Имаи, то есть художники, особенно высоко ценящие объективность. Эта объективность, которую следует назвать натуралистической, особенно явственно чувствуется в изображении жизни в доме рыбачки, которая, гонимая нуждой, преследуемая полицией, в конце концов кончает жизнь самоубийством, бросившись в воду. Опасность заключается и в старомодности некоторых сцен, например последней сцены похорон, когда траурная процессия движется среди рисовых полей и камера (а следовательно, и режиссёр и зритель) в замедленном патетическом темпе отходит назад, а процессия продолжает своё движение среди рисовых полей, уходя всё дальше и дальше. Я вообще, по-видимому, с предубеждением отношусь к такой съёмке завершающих кадров, когда камера, пятясь назад (treck back), постепенно переходит к общему плану (long), и появляется титр «Конец». Я твёрдо убеждён, что фильм надо было закончить энергично, сделав лейтмотивом завершающих сцен надежду, ростки которой наконец начинают зеленеть в сердцах юноши и девушки.
- 8-я церемония награждения (за 1957 год)[6]

Выиграны:
- Премия лучшему фильму 1957 года
- Премия лучшему режиссёру 1957 года — Тадаси Имаи (ex aequo — «Повесть о чистой любви»).
- Премия лучшей актрисе 1957 года — Юко Мотидзуки (ex aequo — «Поймать угря»).

Кинопремия «Кинэма Дзюмпо» (1958)
Выиграны:
- Премия лучшему фильму 1957 года
- Премия лучшему режиссёру 1957 года — Тадаси Имаи.

10-й международный кинофестиваль в Каннах (1957)
Номинация:
- на главный приз «Золотую пальмовую ветвь».

## О фильме
Задумав постановку фильма, режиссёр Тадаси Имаи вместе со сценаристом Ясутаро Яги провёл несколько месяцев  в деревнях и рыбацких посёлках в районе озера Касумигаура, собирая сведения о жизни тамошних рыбаков и построил сюжет, естественно вытекающий из полученных им сведений. 
Когда руководство кинокомпании «Тоэй» взялось за эту постановку, было принято решение о том, что фильм будет цветным, и на прямые расходы выделена сумма 20 миллионов иен. Но этой суммы оказалось недостаточно. Съёмки продолжались пять-шесть месяцев — от сезона посадки риса до сбора урожая. Расходы на постановку в четыре раза превысили первоначально предполагавшуюся смету. И всё же руководство компании не стало возражать режиссёру, закрыв глаза студийные боссы дали возможность Имаи довести постановку до конца. И не прогадали. «Рис» собрал приличные сборы в национальном прокате, а после не менее успешного показа ленты на Каннском кинофестивале, её закупили для проката во многих странах мира.

## Комментарии
1. ↑  Название «Люди риса», встречающееся как в сети, так и в некоторых книгах по киноискусству исходит от английского названия фильма в международном прокате: The Rice People. В русском переводе фильм появился в сети на торрент-трекерах и сайтах онлайн-просмотров под названием «Рис» (как и в японском оригинальном названии).